# Joaquín Murietta
Joaquín Murietta (1829 – 1853) — ou Murrieta ou encore Murieta —, surnommé le Mexicain ou encore le Robin des Bois d'El Dorado, est un personnage semi-légendaire de la Californie à l'époque de la ruée vers l'or. Selon les points de vue, c'était un dangereux hors-la-loi ou un patriote mexicain.
Le livre The Life and Adventures of Joaquín Murieta: The Celebrated California Bandit écrit par John Rollin Ridge en 1854 aurait inspiré Johnston McCulley en 1919 pour le personnage de Don Diego de la Vega, mieux connu sous le nom de Zorro. Ridge aurait été intrigué par l'histoire d'un mineur mexicain qui s'était tourné vers le banditisme,.
Murietta défendait les mineurs d'origine latino-américaine contre les gringos qui s'attaquaient à leurs mines et à leurs claims. Son nom symbolise pour certains militants la lutte contre la domination économique et culturelle des Anglo-Américains en Californie.

## Controverses à propos de son existence
De nombreuses controverses entourent Joaquin Murietta : qui était-il, qu'a-t-il fait ? L'historienne Susan Lee Johnson résume ceci par ces mots :

« Tant de contes ont grandi autour de Murietta qu'il est difficile de démêler le vrai du faux. Il semble y avoir un consensus sur le fait que les Anglos l'ont chassé d'une riche mine qu'il revendiquait et que, dans la foulée, sa femme a été violée, son demi-frère lynché et Murietta lui-même fouetté. Il a peut-être travaillé comme bonneteur pendant un certain temps puis, selon certains, il est devenu soit marchand de chevaux et voleur occasionnel de chevaux, soit un bandit. »

John Rollin Ridge a écrit un roman à dix sous sur Murrieta. Cette biographie fictive a contribué à sa légende, d'autant plus qu'elle a été traduite dans différentes langues européennes. Une partie du roman de Ridge a été réimprimée en 1858 dans la Gazette de la police de la Californie. Cette histoire a été reprise puis traduite en français. La version française a été traduite en espagnol par Roberto Hyenne, qui a pris soin de changer toute référence « mexicaine » en « chilienne » pour des raisons nationalistes ou pour mieux s'adapter au marché chilien.

## Jeunesse
La plupart des sources biographiques estiment que Murrieta est né à Hermosillo au Mexique. Cependant, « les preuves suggèrent [...] [qu'il] n'était pas un homme, mais trois, ou cinq, dont les exploits ont été attribués à un seul ».

## Ruée vers l'or en Californie

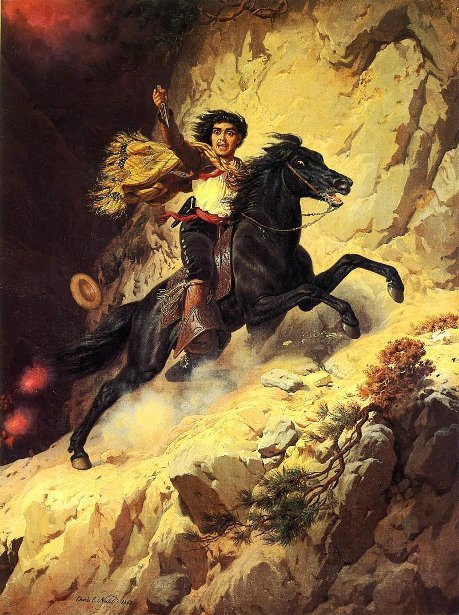
Joaquin Murietta par Charles Christian Nahl (1898)

Murietta se serait rendu en Californie en 1849 pour faire fortune. Il a subi le racisme dans les campements miniers très concurrentiels. Pendant que lui et sa femme minaient, ils auraient été attaqués par des mineurs américains jaloux de leur succès. Ils auraient battu et violé sa femme. Cependant, la source de ces événements est le roman de Ridge et n'est pas considérée comme fiable.
L'historien Frank Latta, dans son livre Joaquín Murrieta and His Horse Gangs (1980), a écrit que Murietta avait un groupe paramilitaire composé de parents et d'amis. Latta a documenté qu'ils se livraient régulièrement au commerce illégal de chevaux avec le Mexique et qu'ils avaient aidé Murietta à tuer au moins six des Américains qui les avaient attaqué lui et sa femme.
Lui et son groupe ont attaqué des colons et des trains en Californie. Ils ont également volé des chevaux, les conduisant du comté de Contra Costa à la Vallée Centrale à travers la chaîne Diablo. On croit que le gang a tué jusqu'à 28 Chinois et 13 Anglo-Américains. En mai 1853, l'État de Californie qualifie de criminel le gang « les cinq Joaquin ». Pendant 3 mois, 20 Rangers, vétérans de la guerre américano-mexicaine sont embauchés pour chasser Joaquin Botellier, Joaquin Carrillo, Joaquin Muriata [sic], Joaquin Ocomorenia et Joaquin Valenzuela.
L'État payait les rangers de Californie 150 $ par mois et une récompense de 1 000 $ leur était promise s'ils capturaient les hommes recherchés. Le 25 juillet 1853, un groupe de Rangers a rencontré une bande d'hommes mexicains armés près de la rivière Cantua au bord de la chaîne Diablo près de Coalinga. Dans la confrontation, trois des Mexicains sont tués. Les rangers ont affirmé que l'un était Murietta et un autre Manuel Garcia, connu sous le nom de Jacques Trois-Doigts, l'un de ses associés les plus notoires. Les deux autres ont été capturés. Une plaque (California Historical Landmark no 344) à l'intersection des routes d'État 33 et 198 marque aujourd'hui le site approximatif de l'incident.

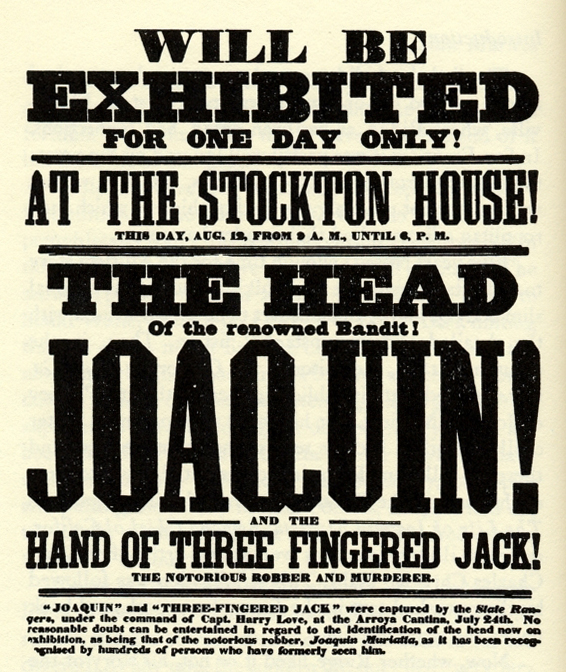
Affiche annonçant l'exhibition à Stockton de la tête de Murieta conservée dans du brandy. Organisée par le commandant des rangers de Californie Harry Love et ses chasseurs de primes à travers tout l'État, l'exposition était accessible pour un dollar.

Comme preuve de décès des hors-la-loi, les rangers ont coupé la main de Jacque Trois-Doigts et la tête de Murrieta. Ils les ont conservés dans un pot d'alcool pour les apporter aux autorités contre leur récompense. Les fonctionnaires ont exposé le pot dans le comté de Mariposa, à Stockton et à San Francisco. Les Rangers ont fait une tournée dans toute la Californie : les spectateurs devaient payer 1 $ pour voir les restes. Dix-sept personnes, dont un prêtre catholique, ont signé des affidavits identifiant la tête comme celle de Murietta[réf. nécessaire].
Les rangers touchèrent 1 000 $ de récompense. En août 1853 à Los Angeles, un anonyme écrit au San Francisco Alta California Daily que les rangers ont assassiné un mexicain innocent et ont soudoyé des gens pour avoir les affidavits[réf. nécessaire]. Plus tard en automne, des journaux de Californie publiaient des lettres affirmant que les rangers n'avaient pas exposé la tête de Murrieta dans les camps miniers, mais ce n'était pas vrai. Le 28 mai 1854, l'État de Californie vote pour une récompense supplémentaire de 5 000 $ pour les rangers.
25 ans plus tard, le mythe commence à se former. En 1879, OP Stidger aurait entendu la sœur de Murietta dire que la tête affichée n'était pas celle de son frère. À peu près au même moment, de nombreux témoignages signalent un vieil homme comme étant Murietta. Ceux-ci n'ont jamais été confirmés. Sa tête a été détruite pendant le séisme de 1906 à San Francisco et l'incendie qui lui succéda. Une tête est exposée dans l'Hôtel Cosmopolitan de la Vieille Ville de San Diego, il y a donc des doutes quant à savoir si sa tête existe en réalité toujours.

## De Murietta à Zorro
Le neveu de Murrieta, connu sous le nom de Procopio, est devenu l'un des bandits les plus notoires de la Californie des années 1860 et 1870. Il aurait voulu dépasser la réputation de son oncle.
Murrieta a probablement inspiré le personnage fictif de Zorro, le personnage principal de la série en cinq parties, The Curse of Capistrano, écrite par Johnston McCulley et publiée en 1919 dans un pulp.
Pour certains militants, Murietta est le symbole de la résistance à la domination économique et culturelle anglo-américaine en Californie.
L'association des descendants de Joaquin Murietta dit que Murietta n'était pas un « mangeur de gringos », mais qu'« il voulait retrouver la partie du Mexique perdue dans le Traité de Guadalupe Hidalgo ».

## Musique
- Le chanteur compositeur chilien Victor Jara dans « Así Como Hoy Matan Negros » fait référence à Murietta. La chanson se base sur la collaboration de Pablo Neruda et Sergio Ortega, « Fulgor y Muerte de Joaquín Murieta ».
- Le chanteur de country Dave Stamey base sa chanson "Bandit Joaquin" sur Murietta.

## Cinéma
Joaquin Murietta est personnifié au cinéma :
- par Warner Baxter, dans Robin des Bois d'El Dorado (The Robin Hood of El Dorado), film américain de William A. Wellman, sorti en 1936 ;
- par Carlos Thompson, dans Les Desperados de la Sierra (El Último Rebelde), film mexicain de Miguel Contreras Torres, sorti en 1958.
- par Jeffrey Hunter, dans Murieta, film espagnol de George Sherman, sorti en 1965.
- par Victor Rivers, dans Le Masque de Zorro, sorti en 1998.
- par Juan Manuel Bernal, dans Mort ou vif Joaquin Murrieta (The head of Joaquin Murrieta), série (Prime video) mexicaine de David Pablos, Humberto Hinojosa sorti en 2023.